# Zink (muziekinstrument)
Een zink (ook wel cornetto genoemd) is een blaasinstrument dat zijn glorietijd beleefde tijdens de renaissance (en ook nog in de vroege Barok, bijvoorbeeld in de muziek van Claudio Monteverdi), maar dat vervolgens in onbruik raakte.
Het instrument werd meestal van hout gemaakt, hoewel er inmiddels ook veel kunststoffen zinken bestaan en er enkele ivoren exemplaren bewaard zijn gebleven. Het instrument wordt aangeblazen als een trompet (door middel van lipspanning) en heeft zes vingergaten en een duimgat waarmee het kan worden bespeeld als een blokfluit. Vanwege de manier van aanblazen wordt de zink ondergebracht onder de koperblazers.
Een zink is licht conisch en meestal licht gekromd. Hij komt voor in verschillende formaten en stemmingen, waarvan die in G de gebruikelijkste is. Daarnaast bestaan de tenorzink (een enigszins S-vormig instrument), die verdrongen werd door de waldhoorn, en de baszink (sterk S-vormig), die de voorloper was van de serpent.
De zink heeft een relatief groot bereik en zinkenisten konden door de blokfluit-achtige speelwijze een grote virtuositeit tentoonspreiden. Op trompetten ging dat destijds nog niet, omdat de ventieltechniek nog niet was uitgevonden. Een ander voordeel boven de trompet was het feit dat zinkenisten niet aan gilden gebonden waren. Het instrument had een hoge status, maar moest als solo-instrument sinds de baroktijd het onderspit delven tegen andere instrumenten. Jos van Veldhoven oppert dat dit misschien een smaakkwestie was en dat de rol van de zink een beetje overgenomen werd door andere instrumenten zoals de hobo en de trompet.

## Orgels
Zink wordt ook als een aanduiding voor een orgelregister gebruikt. Het is een hoog (2') tongwerk.